# ザ・ブラックオニキス
『ザ・ブラックオニキス』 (The Black Onyx) は、1984年1月に日本のBPSから発売されたPC-8801用ロールプレイングゲーム。

## 概要
日本で制作されたRPGとしては最も古い部類に属し、日本初期RPGの代名詞とも呼ばれている。当初、光栄から発売される予定だったが、光栄の社長の勧めでBPS社が設立された。発売時期が前後するが、光栄から発売された『ダンジョン』（1983年 PC8001/8801版）はこのゲームの影響によるものである。なお1983年は日本ファルコムから『ぱのらま島』も発売されるなど、日本におけるコンピューターRPGの黎明期であった。
コンピュータ雑誌のランキングでは上位となり、また長期にわたってランクインし続け、ゲーム誌『ログイン』のソフトウェア大賞を受賞している。
後に続編となる『ザ・ファイアクリスタル』（1984年）が発売された。また、本作と『ザ・ファイアクリスタル』および未発売となったシリーズ第3作『ザ・ムーンストーン』を総称して、『L＆L (Legacy＆Legends) シリーズ』と命名されている。この名称はシリーズ当初は存在せず、『ザ・ファイアクリスタル』発売後に命名された。

## ゲームシステム
3D表示によるダンジョンを進みながら敵キャラクターを倒していき、経験値を得る事で能力を上げながらブラックタワー内にあると言われる「ブラックオニキス」を回収する事が目的となっている。
当時はまだコンピュータRPGという概念が日本では一般的ではなかったため、システムを簡略化するために、戦闘中の攻撃手段は武器による物理攻撃のみで、魔法を使うことはできなかった。プレイヤーキャラクター（PC）が行動可能な場所は地上の街「ウツロ」と地下のダンジョンだが、地上も3D表示になっていた。プレイヤーのパーティやモンスターだけでなく、ライフ（生命力）や経験値などを横長のバーや横向きの線などで視覚的に表現し、プレイヤーが直感的に理解しやすいように作られた。
冒険するパーティは5人までで、自分でキャラクターを作るか、ゲーム内で遭遇した友好的なパーティを仲間にすることで編成する。他のパーティやモンスターと出会った時は、攻撃や逃亡の他、友好的なパーティであれば会話をすることも可能であり、仲間にする（Join us）、挨拶する（Good luck & good bye）、脅迫する（Your money or your life）の3種類が選択できる。
戦闘・会話・買物中でなければどこでもキャラクターデータをセーブできる。セーブ・ロードはパーティ単位ではなく、キャラクター単位で行われる。2人目以降のキャラクターをロードするには、セーブした場所に来なければならない。セーブしたのとは違う場所でロードしようとすると「ここには居ない」とメッセージが出る。
発売当初はアンケート葉書が付属しており、ゲーム内で「ブラックオニキス」を発見すると表示されるメッセージを記入してBPSに送ると、先着で黒メノウが贈与されるサービスが行われた。それを知らずブラックオニキス発見前にアンケート葉書を送ったためにオニキスが与えられないプレイヤーも存在した。また、このアンケートが実行された経緯として、ゲームデザイナーのヘンクなどの父親が宝石商であった事も影響した。

## ストーリー
古くからの伝説によれば、永遠の命と莫大な富をもたらす宝石・ブラックオニキスが呪われた街ウツロのはずれのブラックタワーにあるのだという。この宝石を求めて、多くの冒険者達が地下迷宮へと消えて行った。

## 舞台
ウツロの街
魔法使いの呪いによって、空が常に夜となっている街。善人と悪人がおり両者は対立している。善人か悪人かは服装によって見分けることができる。「虚ろ」という日本語から命名されたと誤解されていることがあるが、当時BPSがあった横浜市菊名にある交差点「内路（うつろ）」にちなんでつけられたものである。

商店街
ウツロの街の一角に、店や病院が集中している商店街がある。
- WEAPONS（武器屋） - 各種の武器を売っている。距離の概念がないため、投石器や弓などの武器はない。
- ARMOR（鎧屋） - 各種の鎧を売っている。
- SHIELDS（盾屋） - 各種の盾を売っている。
- HELMS（兜屋） - 各種の兜を売っている。
- TAILOR（服屋） - 服屋だがつぶれている。機種によっては床屋に変更されており、お金を払って髪型の変更が可能である。
- 病院
  - SURGERY（外科） - 怪我の治療ができる（街にいても自然回復はしない）。
  - DRUGS（薬局） - 薬とその容器を買うことができる。薬は1回分が55GP（SURGERYより割高）、容器は35GPで、1つの容器に5回分まで入れることができる。
  - EXAMINATIONS（検査） - 有料でキャラクターのパラメータを調べることができる。

商店街以外の施設
- BANK（銀行） - お金を預けたり引き出したりできる。プレイヤーキャラクターが持ち歩ける現金は15,000GPまでであり、またウツロの街には泥棒がいてプレイヤーキャラクターからお金を盗むため、ここに預けると安全である。利子はつかない。
- 酒場など - 飲食や宿泊の概念はないため、他の冒険者と出会う場として機能する。
  - ARNOLD'S PUB（アーノルドの酒場） - ウツロの社交場になっている。
  - TOM'S（トムの飯屋） - 酒場を備えている飯屋。
  - GRUB（飯屋） - 食事どころ。
  - UTSURO INN（ウツロの宿屋） - 4部屋あり、宿泊客がいる。

- 公共施設
  - JAIL（刑務所） - 犯罪者が囚われているが、何故か中に入ることができる。続編の『ザ・ファイアクリスタル』では市役所になっている。
  - ARENA（闘技場） - ここでプレイヤーキャラクターを闘わせるためにキャラクターをセーブする場所になる予定だった。
  - TEMPLE（寺院） - 『ザ・ファイアクリスタル』の入口。
  - GATE（門） - 『ザ・ムーンストーン』への入口になる予定だった。

地下迷宮の入口
- RUINS（廃墟） - 元々魔法使いの館だった。門にいるBeastが"Do not Enter!"（入るな!）と警告してくるため、中へ入るにはある場所のワープ扉を使う必要がある。
- CEMETERY（墓場） - 元々死者を葬る場所だったが、今はモンスターに乗っ取られている。ここから入れる地下迷宮は、地下1階だけが存在し行き止まりになっている。
- WELL（井戸） - 枯れ井戸。地下1階から5階までに通じており、そのうち2階から4階は横口がなく上下にしか移動できない。井戸の底である地下5階はRUINSから入れる迷宮に繋がっているが、強力なモンスターであるKrakenが待ち構えている。

地下迷宮
RUINSからは隠し扉を抜けると入ることができる。また、CEMETERYやWELLからも入ることができる。ウツロの地下迷宮には魑魅魍魎が跋扈するのだという。地下迷宮ではまれに生命力の強いBarbarian（野蛮人）と遭遇することがあるが、仲間にすると力強い味方になる。
BLACK TOWER（ブラック・タワー）
ここに伝説の宝石・ブラックオニキスが眠っていると言われている。地上には入口がなく、地下迷宮の奥底から上へ昇っていくことになる。
このゲーム最大の謎である「イロイッカイズツ」というメッセージは、地下6階のカラー迷路（この階だけ場所によって壁の色が様々になっている）で、ある順番に従って移動するとブラック・タワーに昇る階段がある部屋に入れるというものである。色の順番は機種によって異なり、パソコンのカラーコードの昇順（PC-8801版）や降順（X1版）、あるいは独自の順番（88SR専用版やFM-7版）になっている。88SR専用版では、オープニングのグラフィックにヒントが隠されている。

## 他機種版
| No. | タイトル                 | 発売日        | 対応機種               | 開発元             | 発売元   | メディア                             | 型式                     | 備考                                   | 出典 |
| --- | ------------------------ | ------------- | ---------------------- | ------------------ | -------- | ------------------------------------ | ------------------------ | -------------------------------------- | ---- |
| 1   | ザ・ブラックオニキス     | 1984年        | PC9801                 | BPS                | BPS      | 5.25"2Dフロッピーディスク            | NFBP11001                |                                        |      |
| 2   | ザ・ブラックオニキス     | 1984年8月     | X1                     | BPS                | BPS      | フロッピーディスク カセットテープ    | -                        |                                        |      |
| 3   | ザ・ブラックオニキス     | 1985年3月     | FM-7                   | BPS                | BPS      | カセットテープ                       | FUBP-13001               |                                        |      |
| 4   | ザ・ブラックオニキス     | 1985年        | PC-8001mkIISR          | BPS                | BPS      | フロッピーディスク                   | -                        |                                        |      |
| 5   | ザ・ブラックオニキス     | 1985年11月    | MSX PC-6001mkII        | アスキー           | アスキー | MSX:ロムカセット PC60:カセットテープ | MSX:2016803 PC60:2016802 |                                        |      |
| 6   | ザ・ブラックオニキス     | 1986年1月     | MZ-2500                | BPS                | BPS      | 3.5"2DDフロッピーディスク            | SJBP-12001               |                                        |      |
| 7   | ザ・ブラックオニキス     | 1987年3月     | SG-1000 SC-3000        | セガ               | セガ     | 32キロビットマイカード               | C-72                     |                                        |      |
| 8   | スーパーブラックオニキス | 1988年7月14日 | ファミリーコンピュータ | BPS                | BPS      | 2メガビット+64キロRAMロムカセット    | BPS-OX                   |                                        |      |
| 9   | ザ・ブラックオニキス     | 2001年3月2日  | ゲームボーイカラー     | アトリエドゥーブル | タイトー | 8メガビットロムカセット              | CGB-BBOJ-JPN             | ファミリーコンピュータ版のアレンジ移植 |      |

ファミリーコンピュータ版
- 『スーパーブラックオニキス』（Super Black Onyx。略称はSBO。BPS内ではBlack Onyx Nintendo《略称：BON》と呼ばれていた）のタイトルで発売された。同作では魔法が使用可能となったが、ストーリーや世界観は原作とは大幅に異なる。ゲームデザインには松方哲也、プログラミングにボブ・ラザフォード、開発用グラフィック・ツールにリチャード・チャールズ・ロジャースと坂本隆志、テストプレイにBPSスタッフ全員とBPSに出入りしていた子供などが関わった。
- 2001年に松方などによってゲームボーイカラー用としてリメイクされ、タイトーから発売された。パソコン版ブラックオニキスと同じレガシー・モードと、アレンジ版のモードの2つのモードがあり、キャラクターを対戦できるアリーナが入れられている。売り上げはそれ程多くなかった。

## 開発
開発当初は本作と続編となる『ザ・ファイアクリスタル』、『ザ・ムーンストーン』、『アリーナ』の4作をまとめて制作する予定であったが、容量不足のため4つに分割され徐々にシステムを拡張する予定へと変更された。また、PC-8801版のプログラムはBASICと機械語で組まれている。その他、X1用はブラックタワーに黒い色を使おうとしたが、X1ではカラーコード0は黒ではなく透明だったため緑色が使用された。PC88版と違ってインタプリタのBASICは使われず整数型BASICコンパイラが使用され、そしてモンスター遭遇時にディスク・アクセスしないためモンスターのグラフィック表示が高速だった。原作者であるヘンク・ブラウアー・ロジャースと友人のロバート・ウッドヘッドは、ブラックオニキスシリーズのキャラクタデータを『ウィザードリィ』（1981年）と相互に転送できるようにするように考え『ログイン』でそのことを発表したが、結局実現することはなかった。
プログラムを担当した坂本隆志およびリチャード、グラフィック・デザインを手掛けたハンス・ヤンセンは、アイレムと共同でアーケードゲーム版の『ブラック・オニキス・アーケード』（Black Onyx Arcade。略称はBOA）を開発していたが、アイレム側の申し入れで開発は中断し、アイレムが制作料を支払って問題を解決した。BOAにはアイレムの『R-TYPE』（1987年）『ミスターヘリの大冒険』（1987年）等と同じアーケードゲーム基板が使用され、この基板のCPUには当時のアーケード基板で主流だった68000シリーズではなくインテル8086系のV30が搭載されていた。また、プレイヤーのキャラクタ・データの保存用に磁気カードを使用する予定もあった。
上記のアーケード版以外にも、ゲーム誌『ファミ通』にPlayStation用『ブラックオニキス』の発売予定が掲載されたが、その後消滅している。

## スタッフ
オリジナル版
- 原作者：ヘンク・ブラウアー・ロジャース
RPG初体験者のことを考慮してゲーム中の様々な情報を視覚化し、プレイしやすいように製作した。開発にあたり"Out of memory"（「メモリが足りません」の意）などのエラーに悩まされ、またマシンに関する情報が十分になかったため、リバースエンジニアリングをしながら開発をしていた。
- 副社長：コンラッド・龍弥・小沢
共同制作者ではなく、ロジャースの製作支援のみ行った。
- シナリオライター：松方哲也
ゲームボーイカラー版ブラックオニキスの作者の1人。PC-8801版などのマニュアルのイラストも担当。
- プログラマー：ボブ・ラザフォード、小林孝志、リチャード・チャールズ・ロジャース、坂本隆志
- グラフィック・デザイナー：ハンス・ヤンセン、小林孝志
- テストプレイ：エドワード・S・P・ロジャース
ヘンクの弟。

X1版
- プログラム：呉英二[1]

SG-1000版
- プロデュース：VT KEIKO
- ディレクター：MINO CHAN、NUT 241（藤井睦弘）
- アート・ディレクター：CHOKO（川口貴子）
- 音楽：BO（上保徳彦）

## 評価、影響
パソコン版
パソコン情報サイト『AKIBA PC Hotline!』においてライターの佐々木潤は、戦闘が物理攻撃のみである点や道中に遭遇する冒険者を仲間に入れる事が可能なシステムを挙げた上で、本作がヒットした要因を「RPGの基本的な部分を備えルールを複雑にしなかったこと」であると指摘した。また、ヒットポイントを示す棒グラフが赤く染まることでダメージを与えている事や受けている事が明確であった事が好印象であると肯定的に評価した。ニンテンドーDS用ソフト『超執刀カドゥケウス』（2005年）や『世界樹の迷宮』（2007年）などを手掛けたゲームクリエイターの新納一哉や、ヴァニラウェア所属のゲームクリエイターである神谷盛治は本作のパソコン版を愛好していたと述べている。
ファミリーコンピュータ版
ゲーム誌『ファミコン通信』の「クロスレビュー」では合計25点（満40点）、『ファミリーコンピュータMagazine』の読者投票による「ゲーム通信簿」での評価は以下の通り、16.70点（満30点）となっている。
| 項目 | キャラクタ | 音楽 | 操作性 | 熱中度 | お買得度 | オリジナリティ | 総合  |
| 得点 | 2.89       | 2.78 | 2.70   | 2.81   | 2.63     | 2.89           | 16.70 |

## 続編・関連作品
ザ・ファイアクリスタル (The Fire Crystal)
- 続編。魔法が導入された。

ザ・ムーンストーン (The Moonstone)
- 第3弾で野外も冒険できる仕様。ハワイ支社で製作していたが完成したものが余りにもアメリカンテイストなグラフィックだったので、日本で発売するには向いていないとの理由から作り直されることになり、何度かPC-9801で作り直されたものの、実際に発売されることはなかった。
- 発売予定の発表後、発売についての問い合わせが解散するまでBPSに寄せられた。
- 初めは『ジェムワールド（Gem world）』というタイトルの予定だった。ムーンストーンでは太陽と月という要素が加わり、昼と夜では登場するモンスターが異なるという設定になることになっていた。
- 坂本や松方が関わったあるバージョンには、以下の特徴を持つものも存在した。
  - ユーザーがブラック・オニキスやファイア・クリスタルのキャラクタのデータをもう持っていないだろうとの判断から、ムーンストーンにブラックオニキスやファイア・クリスタルを入れる。
  - 最後にブラックオニキスとファイアクリスタルがプレイヤーの懐から飛び出た後、新しい世界が現れるというストーリー。
- 松方と小林（プログラムとグラフィック）がPC-9801でアナログ16色モード用にセピア調のグラフィックで作っていたバージョンもあった。

アリーナ (Arena)
- キャラクタを戦わせることができる闘技場。パソコン版は発売されず、ゲームボーイカラー版ブラックオニキスにおまけ機能として入れられた。

ビーストオーブ (Beast Orb)
- すきすきソフトによるフリーソフト。見た目はレイアウト以外は『ブラックオニキス』そのものだが、ストーリーは全く異なっている。一時は権利関係で公開を休止していた時期もあった。2013年1月以降公開サイトは休止している。

## ゲームブック
- ゲームブック『スーパー・ブラックオニキス』が存在する。タイトルはファミコン版と同じ「スーパー・ブラックオニキス」だが、パソコン版に近い内容になっている。